# Giuseppe Antonio Paganelli
Pour les articles homonymes, voir Paganelli.
Giuseppe Antonio Paganelli (Padoue, 6 mars 1710 - 1763, probablement à Madrid) est un chanteur et compositeur d'origine italienne, qui a travaillé dans différentes villes européennes. Il a été un représentant musical du baroque tardif, qui utilisait les formules du style galant.

## Biographie
Paganelli est né dans une famille aisée et a reçu une bonne éducation générale. On pense que Giuseppe Tartini a été un de ses professeurs.
Entre 1731 et 1732, il a fait partie de la Accademia dei dilettanti composant un oratorio et des cantates pour le public de Padoue. Entre 1732 et 1733, il a composé pour les scènes de Venise les opéras La caduta di Leone et Tigrane. À partir de 1733, il a travaillé comme claveciniste dans une troupe d'opéra de Augsbourg dirigée par Antonio Maria Peruzzi. Durant l'année 1736, il est resté à Rheinsberg, et en 1738 il a été nommé maître de musique de chambre à la cour de Wilhelmine de Bayreuth, où son épouse Jeanne se produisait également comme chanteuse.
On n'a pas de traces écrites pour l'époque qui suit, mais on sait que Paganelli se trouvait sans travail fixe dans des lieux comme Brunswick (1737-1739), Gotha, Durlach et Munich (1747). Dans cette même période ont été donnés des opéras portant sa signature dans des lieux aussi distants que Venise (1742-1743) et Florence (1746).
À partir de 1756, on lui attribue les partitions publiées sous le titre de «maître de musique de chambre du roi d'Espagne», d'où l'on pense que probablement il résidait à ce moment à Madrid. L'édition parisienne de ses «30 duos» réalisée en 1764 par Leloup, les présente comme son « œuvre dernière », d'où l'on déduit que cette année-là, il était déjà décédé.

## Œuvres
L'œuvre de Paganelli est issue de la tradition italienne de l'opera seria. Il a travaillé principalement en Allemagne, où il était habituel de combiner des éléments des styles italien, français et allemand. Il a écrit dans le style galant. Ses œuvres pour le piano ont été très appréciées par les pianistes jusqu'au début du XIXe siècle.

### Musique vocale
- Apoteosi di Alcide, Cantate (1731/32, Padoue, perdue)
- Il figliul prodigo, Oratorio (1731/32, Padoue, perdu)
- Narciso al fonte, Cantate (1731/32, Padoue)
- Six odes à Horace pour soprano. (Quinti Horatii Flacci odae sex selectae fidibus vocalique musicae... restitutae), 1745.
- Premier recueil d'ariettes italiennes et françoises avec simfonie, 1745.
- Arias (divers manuscrits)

### Œuvres scéniques
Les opéras ne sont connus que par leur nom:
- La caduta di Leone, imperator d'Oriente (automne 1732, Venise)
- Ginestra e Lichetto (Carnaval de 1733, Venise)
- Tigrane (livret de Bartolomeo Vitturi, Carnaval de 1733, Venise)
- La pastorella regnante (nouvel an de 1735, Prague)
- Arrenione (1736, Brunswick)
- Artaserse (1737, Brunswick
- L'asilo d'amore (1737, Brunswick)
- Tirsi (1737, Wolfenbüttel)
- Farnace (1738, Brunswick)
- Barsina (automne 1742, Venise)
- Engelberta (Carnaval de 1743, Venise)
- La forza del sangue (livret de Bartolomeo Vitturi, Carnaval de 1743, Venise)
- Rosmira (1746, Florence)

### Musique instrumentale
- Concerto pour chalumeau soprano & cordes, en si bémol majeur (B-Dur), d'après le «Concerto p. il Clareto» (vers 1733). Albert Rice a identifié cette œuvre comme étant peut-être le plus ancien concerto connu pour clarinette seule.
- 24 Sonates pour 2 violons/flûtes & b.c. (1740-42)
- 6 Sonates pour 2 violons/flûtes & b.c. (um 1745)
- 30 Duos pour 2 violons/flûtes (1742–1764)
- Sonates en trio pour flûte, violon & b.c.
- Six Sonates pour flûte & b.c. (um 1750)
- 30 Ariae pro organo et cembalo (1756)
- 3 Sonates pour Cembalo (1757-62)
- Amusement for the fair sex, ou six sonatines, pour clavecin (vers 1760)
- Sinfonia en fa majeur - «Weihnachtssinfonie» («symphonie de Noël») pour orchestre à cordes

## Source
- (es) Cet article est partiellement ou en totalité issu de l’article de Wikipédia en espagnol intitulé « Giuseppe Antonio Paganelli » (voir la liste des auteurs).